# مگان بون
مگان بون (به انگلیسی: Megan Boone) (زاده: ۲۹ آوریل ۱۹۸۳) بازیگر آمریکایی است. وی بیشتر به دلیل ایفای نقش در سریال لیست سیاه در نقش یک مأمور اف‌بی‌آی شناخته شده‌است.
مگان متولد شهر پتوسکی در ایالت میشیگان است اما والدینش در زمانی کودکی و برای اینکه وی به پدربزرگ و مادربزرگش نزدیک‌تر باشد به ایالت فلوریدا نقل‌مکان می‌کنند. مگان بون یک خواهر نیز دارد و در رشته بازیگری از مدرسه تئاتر دانشگاه ایالتی فلوریدا فارغ‌التحصیل شده‌است.

## حرفه بازیگری
مگان در سال ۲۰۰۷ اولین بار در تئاتر Limonade Tous Les Jours بازی کرد و به خاطر بازی اش ۲ جایزه از مراسم اهدای جوایز هفتگی تئاتر دریافت کرد. مگان بون در سال ۲۰۰۹ اولین فیلم سینمایی خودش که در ژانر وحشت بود با بازی در فیلم My Bloody Valentine 3D تجربه کرد. او در سال ۲۰۱۰ در نقش مکمل بازیگر زن فیلم Sex and the City 2 ظاهر شد. همچنین در همان سال در یک سریال کوتاه تلویزیونی که از شبکه ان بی سی پخش می‌شد بازی کرد. از دیگر فیلم‌های معروف بون می‌توان به بازی در سری چهارم فیلم Step Up Revolution در سال ۲۰۱۲ اشاره کرد. او در سال ۲۰۱۳ در سریال جنایی پلیسی Blue Bloods که از شبکه سی بی اس پخش می‌شد ایفای نقش کرد و به دنبال همان در سریال جذاب و دیدنی فهرست سیاه یا همان The BlackList که از شبکه ان‌بی‌سی پخش می‌شود. در نقش مأمور الیزابت کین بازی کرد و مورد توجه مردم و رسانه‌ها قرار گرفت.

## زندگی شخصی
مگان بون با دن استابروک که یک هنرمند آمریکایی است ازدواج کرده‌است. او در سال ۲۰۱۵ اعلام کرد که وی و همسرش به زودی تولد اولین فرزند زندگی مشترکشان را جشن می‌گیرند. در ماه آوریل ۲۰۱۶، مگان زاده شدن دخترش به نام کَرولاین بون استابروک را در صفحه اینستاگرام خود اعلام کرد.

## فیلم‌ها
| سال         | عنوان                                | نقش            | توضیحات                                      |
| ----------- | ------------------------------------ | -------------- | -------------------------------------------- |
| ۲۰۰۱        | الیاس                                | Abigail        | Short film                                   |
| ۲۰۰۷        | The Mustachioed Bandit Meets His End | Kate           |                                              |
| ۲۰۰۹        | ولنتاین خونین من                     | Megan          |                                              |
| ۲۰۱۰        | The Myth of the American Sleepover   | Kerri Sullivan |                                              |
| ۲۰۱۰        | سکس و شهر ۲                          | Allie          |                                              |
| ۲۰۱۰        | HMS: White Coat                      | Nell Larson    | Television film                              |
| ۲۰۱۲        | پیشرفت باورنکردنی                    | Claire         |                                              |
| ۲۰۱۲        | درباره چری                           | Jake           |                                              |
| ۲۰۱۲        | Leave Me Like You Found Me           | Erin           | Gen Art Film Festival Award for Best Actress |
| ۲۰۱۳        | به جنگل خوش آمدید                    | Lisa           |                                              |
| ۲۰۱۳        | بازی‌های خانوادگی                     | Sloane         |                                              |
| ۲۰۱۳-تاکنون | سریال لیست سیاه                      | Elizabeth keen |                                              |

## پیوند
- مگان بون در بانک اطلاعات اینترنتی فیلم‌ها
- بیوگرافی کامل مگان بون Megan Boone[۱]

1. ↑  «بیوگرافی مگان بون Megan Boone به همراه 13 عکس جدید». بایگانی‌شده از اصلی در ۲۳ مه ۲۰۱۷. دریافت‌شده در ۲۰۱۷-۰۵-۱۴.